# Fanna
Pour l’article homonyme, voir Fanna (île).
Fanna est une commune italienne de la province de Pordenone, dans la région Frioul-Vénétie Julienne.

## Administration
| Période                                  | Période | Identité | Étiquette | Qualité |
| ---------------------------------------- | ------- | -------- | --------- | ------- |
|                                          |         |          |           |         |
| Les données manquantes sont à compléter. |         |          |           |         |

### Communes limitrophes
Arba, Cavasso Nuovo, Frisanco, Maniago.